# Molannodes tinctus
Molannodes tinctus is een schietmot uit de familie Molannidae. De soort komt voor in het Palearctisch en het Nearctisch gebied.